# Henry Makgothi
Henry Gordon „Squire“ Makgothi (* 25. Dezember 1928; † 24. März 2011 in Johannesburg) war ein südafrikanischer Politiker des African National Congress (ANC). Sein Spitzname „Squire“ bedeutet „Schildknappe“ und bezieht sich auf seine Stellung als loyaler Mitarbeiter des ANC.

## Leben
Makgothis Vater war der Lehrer Walter Mokowa, seine Mutter Martha Makgothi war Hausangestellte. Er besuchte die Pimville Government School im heutigen Soweto und ab 1942 die St Peter’s Secondary School im Johannesburger Stadtteil Rosettenville. Dort lernte er Oliver Reginald Tambo kennen. Er trat 1944 der ANC Youth League bei und arbeitete als Tambos persönlicher Assistent. 1945 wurde Makgothi Vorsitzender der ANC Youth League in Transvaal. 1948 begann er ein Studium an der South African Native College, das er mit einem Bachelor of Arts und einem Lehrerdiplom abschloss. Anschließend unterrichtete er an der Pimville High School, wo er 1952 wegen seines Einsatzes für die Defiance Campaign entlassen wurde. Er wurde stattdessen von der Buchhaltungsfirma Isaacs and Kassel angestellt. Makgothi gehörte zu den Südafrikanern, die aufgrund ihrer Nähe zu Kommunisten im Jahr 1953 von osteuropäischen Staaten eingeladen wurden. Nach seiner illegalen Ausreise besuchte er dort unter anderem das Weltjugendfestival in Bukarest. Nach seiner Rückkehr nahm er an der Planung des Congress of the People, auf dem 1955 die Freedom Charter verabschiedet wurde, teil und wurde 1956 zusammen mit 155 weiteren Oppositionellen im Treason Trial angeklagt. Er erkrankte an Tuberkulose und musste mehrere Monate im Krankenhaus verbringen. Schließlich wurde 1958 die Anklage gegen ihn fallengelassen. Da er aber weiter von staatlichen Stellen verfolgt wurde, floh er in das damalige Bechuanaland. Britische Kolonialbeamte in Nordrhodesien lieferten ihn nach Südafrika aus, wo er wegen des illegalen Grenzübertritts zu zwei Jahren Haft und wegen Verstoßes gegen den Suppression of Communism Act zu sechs oder acht Jahren Haft verurteilt wurde. Die ersten beiden Jahre der Haftzeit verbrachte er im Leeuwskop Prison, bevor er nach Robben Island gebracht wurde.
Nach seiner Haftentlassung wurde er gebannt und damit auf den Bereich Mabopane bei Pretoria beschränkt, er setzte seine Aktivitäten für den ANC im Untergrund fort. Als 1977 die Aufdeckung drohte, floh er erneut in das nunmehr unabhängige Botswana. Dort koordinierte er die „politische Mobilisierung“ des ANC, bis er auf Druck Südafrikas erneut das Land verlassen musste. 1980 begann er in Tansania am Solomon Mahlangu Freedom College seit dessen Gründung als „politischer Kommissar“ und „Sekretär für Erziehung“ für den ANC in der Region Ostafrika zu arbeiten. In dieser Zeit erkrankte er schwer an Malaria.
Auf der Kabwe-Konferenz des ANC im Jahr 1985 wurde Makgothi in das National Executive Committee (NEC) und zu Alfred Nzos Stellvertreter als Generalsekretär gewählt.
1990 kehrte Makgothi nach Südafrika zurück. Er arbeitete dort in der Finanzabteilung des ANC und war von 1997 bis 1999 Chief Whip der Mehrheitspartei ANC im National Council of Provinces. Außerdem war er in mehreren Unternehmen und geschäftlichen Gremien tätig, darunter Zonkizizwe Investments und National Lottery Board, und gehörte zu den Gründungsdirektoren von Chancellor House, einem Investmentunternehmen des ANC.
Er starb im März 2011 nach einem Schlaganfall. An seinem Staatsbegräbnis im Johannesburger Stadtteil Emmerantia nahm auch der südafrikanische Präsident Jacob Zuma teil, der Makgothi einen „nationalen Helden“ nannte.
Makgothi hatte drei Söhne mit der früheren Botschafterin Barbara Masekela und war ab etwa 1995 mit Mononosi Makgothi verheiratet.